# Apogon catalai
Apogon catalai är en fiskart som beskrevs av Fourmanoir, 1973. Apogon catalai ingår i släktet Apogon och familjen Apogonidae. Inga underarter finns listade i Catalogue of Life.